# Internazionali d'Italia 1957
Gli Internazionali d'Italia 1957 sono stati un torneo di tennis giocato sulla terra rossa. È stata la 14ª edizione degli Internazionali d'Italia. Sia il torneo maschile sia quello femminile si sono giocati al Foro Italico di Roma in Italia.

## Campioni

### Singolare maschile
Nicola Pietrangeli ha battuto in finale  Giuseppe Merlo 8–6, 6–2, 6–4

### Singolare femminile
Shirley Bloomer  ha battuto in finale  Dorothy Head-Knode con il punteggio di 1–6, 9–7, 6–2

### Doppio maschile
Neale Fraser /  Lew Hoad  hanno battuto in finale   Nicola Pietrangeli /  Orlando Sirola con il punteggio di 6–1, 6–8, 6–0, 6–2

### Doppio femminile
Mary Hawton /  Thelma Coyne Long  hanno battuto in finale  Yola Ramírez /  Rosie Reyes con il punteggio di 6–1, 6–1

### Doppio misto
Thelma Coyne Long /  Luis Ayala  hanno battuto in finale  Shirley Bloomer  / Robert Howe con il punteggio di 6–1, 6–1